# Język chenchu
Język chenchu – język naturalny należący do rodziny języków drawidyjskich. Używany jest w indyjskich stanach Karnataka, Orisa i Telangana.
Według danych z 2007 r. posługuje się nim 26 tys. osób.
W użyciu jest też język telugu.